# Orang-outan de Tapanuli
Pongo tapanuliensis
Espèce
Répartition géographique
Statut de conservation UICN

 CR A4bcd : 
En danger critique
Statut CITES
L'Orang-outan de Tapanuli (Pongo tapanuliensis), aussi appelé Orang-outan de Batang Toru, est une espèce d'orang-outans aux poils foncés, présentant une barbe et dont l'aire de répartition est aujourd'hui restreinte à la région de Tapanuli, dont il tire son nom, dans la province de Sumatra du Nord, en Indonésie.
Du fait de sa description récente, cette espèce a été l'objet de peu d'études scientifiques et nombre de ses caractéristiques, notamment écologiques et éthologiques, sont encore largement méconnues. Dans son habitat, la forêt tropicale humide, il est essentiellement arboricole. Son régime alimentaire inclut la consommation de chenilles et de cônes de conifères.
Cette espèce a été décrite en 2017 après comparaison d'un crâne et de deux génomes d'individus de la population de Tapanuli avec une trentaine de crânes et de génomes d'individus des deux autres populations d’orangs-outans existantes, les orangs-outans de Sumatra vivant sur la même île plus au nord-ouest, et les orangs-outans de Bornéo. Du fait des faibles échantillons utilisés pour définir ce taxon, cette description pourrait être revue lorsque davantage de données seront disponibles.
Il resterait environ 800 orangs-outans de Tapanuli, ce qui en fait la plus menacée des trois espèces d'orang-outan et la plus menacée des espèces d'hominidés. L'Union internationale pour la conservation de la nature (UICN) le classe « en danger critique d'extinction », à cause des différentes menaces auxquelles il fait face, en particulier à cause de la fragmentation et de la destruction de son habitat au profit de la construction d'infrastructures et de l'agriculture extensive.

## Dénominations
Cette espèce porte le nom normalisé d'orang-outan de Tapanuli, en référence à la région de Tapanuli, où elle vit, située au sein de la province de Sumatra du Nord, en Indonésie. « Orang-outan » provient de l'indonésien et du malais « orang hutan », qui signifie « personne de la forêt » (ou « des bois »),.
Son nom scientifique, Pongo tapanuliensis, est composé du nom générique, Pongo, et d'une épithète spécifique, tapanuliensis. Le premier provient du kikongo (langue d'Afrique centrale) « mpongi »,, un mot qui servait initialement à désigner les gorilles dans cette région africaine, repris par Andrew Battel en anglais, puis par Buffon en français, qui pensait alors que les gorilles et les orangs-outans pouvaient ne former qu'une seule espèce. Le second est, comme pour son nom normalisé, une référence à la région où il vit.
L'espèce est aussi parfois appelée par le nom vulgaire d'orang-outan de Batang Toru, en référence au fleuve Toru et par extension à la forêt dans laquelle cette espèce trouve son habitat.

## Caractéristiques
L'orang-outan de Tapanuli possède des poils foncés, couleur cannelle, et frisés. L'espèce présente un fort dimorphisme sexuel. Les mâles dominants ont une importante moustache et un large disque facial, couvert de poils duveteux. Les mâles comme les femelles sont barbus (contrairement aux orangs-outans de Bornéo chez qui seuls les mâles sont barbus). La morphologie générale du corps et la couleur des orangs-outans de Tapanuli ressemblent davantage à celles des orangs-outans de Sumatra qu'à celles des orangs-outans de Bornéo. Cependant, ils ont une plus petite tête et des faces plus plates.
En ce qui concerne sa morphologie cranio-faciale, il présente une fosse sus-orbitaire profonde, un orifice piriforme triangulaire et un profil facial anguleux. Sa suture zygomaxillaire est presque droite et ses orbites peu hauts.

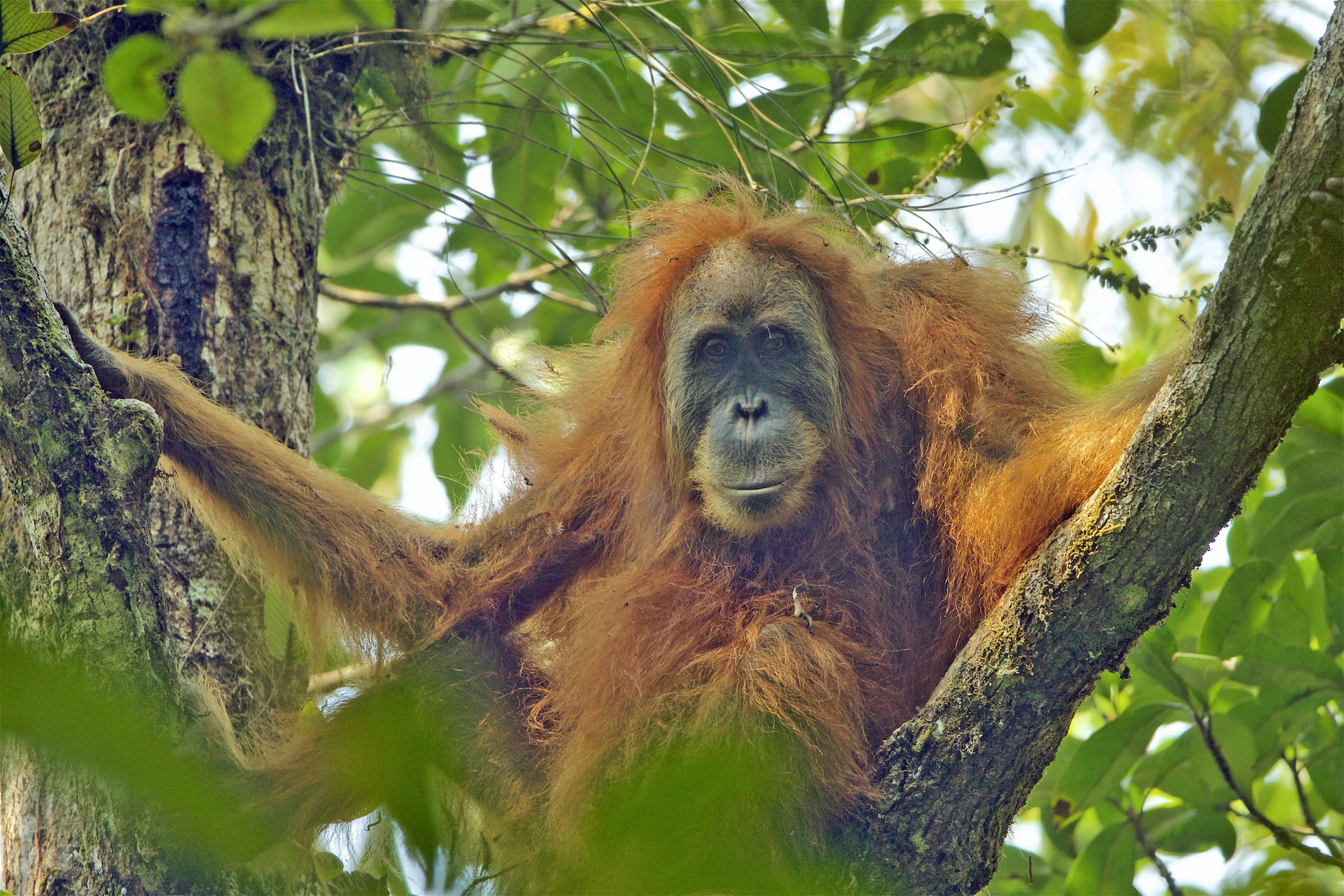
Femelle adulte.
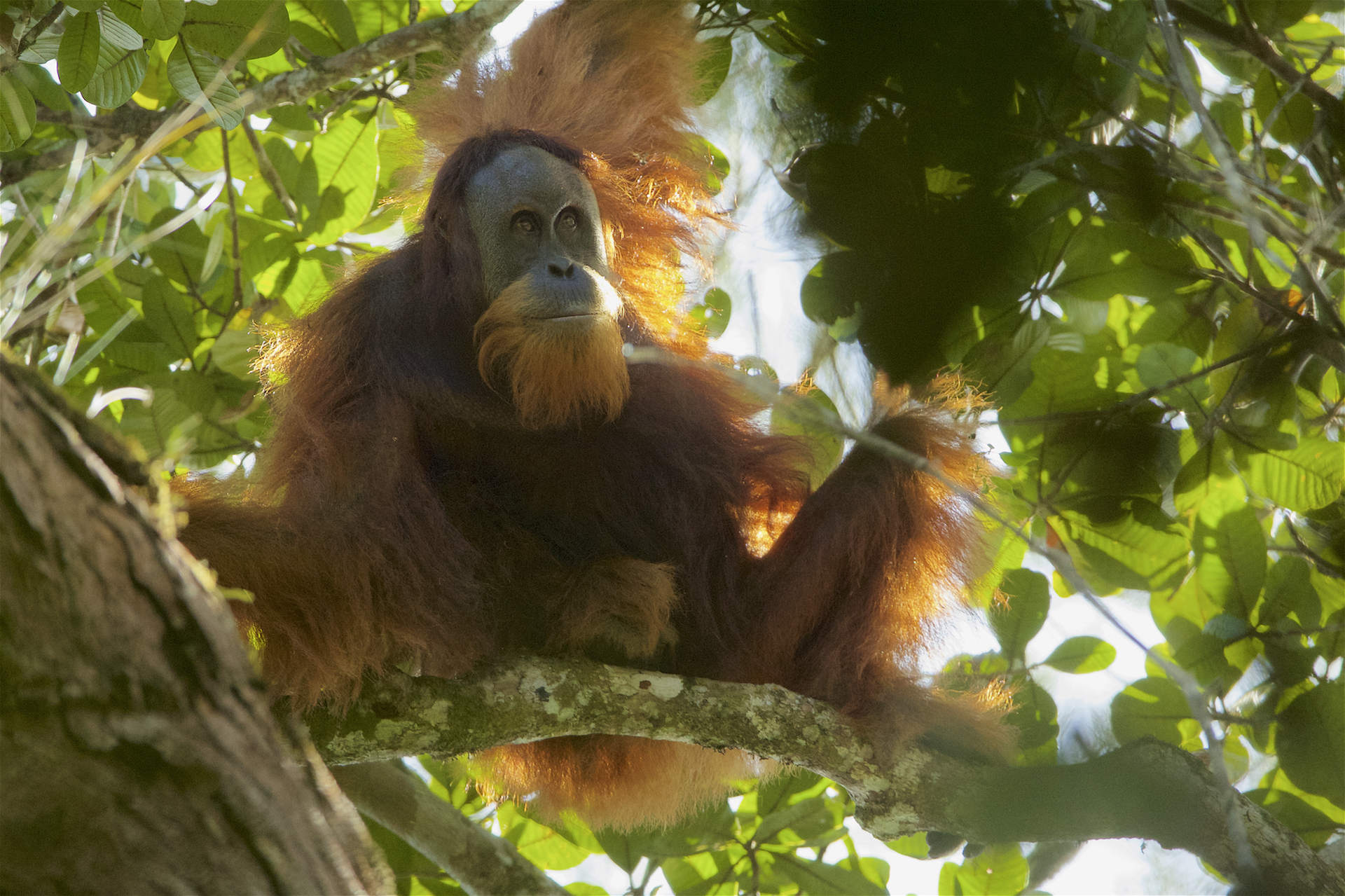
Mâle adulte, sans disque facial.
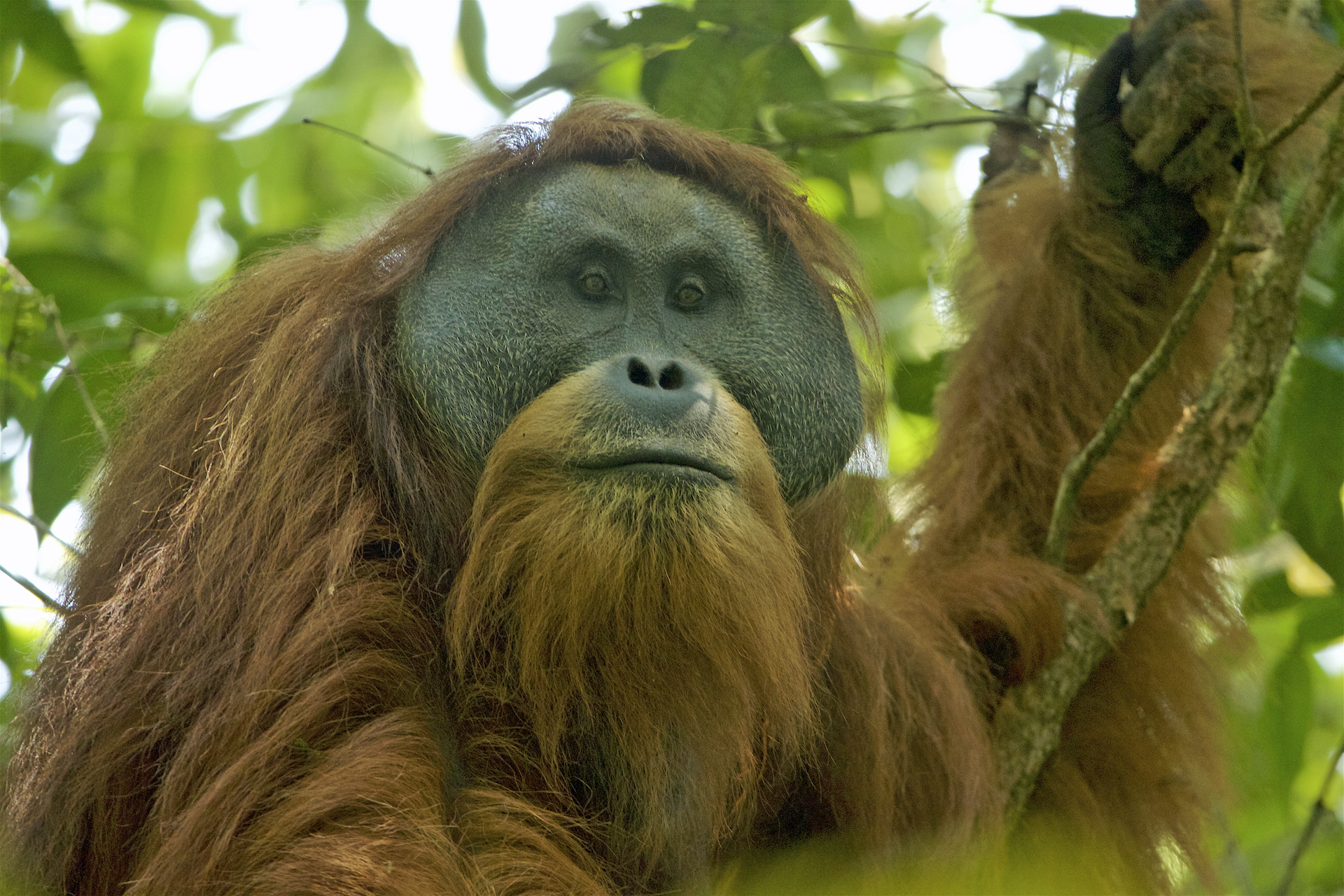
Mâle adulte, avec disque facial.

Ses bras peuvent aller jusqu'à 2 mètres de long pour une taille de 1m10 à 1m40. Quant à son poids, il oscille de 40 à 90 kg.

## Écologie et comportement
Cette espèce a été l'objet de peu d'études concernant ses caractéristiques écologiques et éthologiques, qui sont encore largement méconnues.
Leur régime alimentaire est différent de ceux des autres populations d'orangs-outans, notamment parce qu'il inclut la consommation de chenilles et de cônes de conifères.
Il est probable que cette espèce soit exclusivement arboricole, dans la mesure où les chercheurs ne les ont jamais vus descendre au sol après près de 3 000 heures d'observation. Cette caractéristique pourrait être liée à la présence de tigres de Sumatra sur leur aire de répartition.
Comme les autres orangs-outans, ils construisent des nids dans les arbres pour passer la nuit. Des arbres d'espèces très diverses sont choisis à cet effet, avec une légère préférence pour les arbres de la famille des Fagacées (dont Lithocarpus sp.).
Le cri d'appel de forte portée des mâles a une fréquence maximale plus élevée que celle des mâles orangs-outans de Sumatra ; il dure aussi plus longtemps et a un rythme plus soutenu que ceux des orangs-outans de Bornéo,.

## Habitat et répartition
Les orangs-outans de Tapanuli ont pour habitat la forêt tropicale humide de l'île de Sumatra, en Indonésie.
Leur aire de répartition se situe au sein de la province de Sumatra du Nord, au sud du lac Toba, dans la forêt de Batang Toru sur une zone d'environ 1 023 km2 à cheval sur les trois kabupatens de Tapanuli (Tapanuli du Nord, Tapanuli central et Tapanuli du Sud), dont il tire son nom.
Cette aire de répartition, qui se situe entre 300 et 1 300 mètres d'altitude, est petite et fragmentée. Trois fragments de taille variable la composent : le bloc ouest, le bloc est, et la réserve naturelle de Lubuk Raya, située au sud des deux précédents. Les populations des deux blocs ont été évaluées à environ 581 et 186 individus, respectivement, en 2016. Les deux blocs, qui représentent les deux plus gros fragments, sont séparés par une vallée de terres agricoles parcourue par le fleuve Toru et par la route provinciale reliant les villes de Tarutung et de Padang Sidempuan (axe central de la route transsumatranaise). Une petite portion du bloc ouest, correspondant à la réserve naturelle de Dolok Sibual Buali, forme une saillie seulement reliée au reste du bloc par un corridor biologique large de 700 mètres.
La densité des orangs-outans est forte dans les fragments de forets primaires, et plus faible dans les parcelles en agroforesterie. La population de cette espèce est séparée de seulement 100 km des populations de l'autre espèce d'orang-outan de l'île, l'orang-outan de Sumatra, qui vit plus au nord-ouest.

## Classification
Phylogénie des espèces actuelles d'hominidés, d'après Shoshani et al. (1996) et Springer et al. (2012) :
|  | Pongo abelii – Orang-outan de Sumatra                                                                                    |
|  | |
|  | \| \| Pongo pygmaeus – Orang-outan de Bornéo \| \| \| \| \| \| Pongo tapanuliensis – Orang-outan de Tapanuli \| \| \| \| |
|  | |
|  | Pongo pygmaeus – Orang-outan de Bornéo                                                                                   |
|  | |
|  | Pongo tapanuliensis – Orang-outan de Tapanuli                                                                            |
|  | |

|  | Pongo pygmaeus – Orang-outan de Bornéo        |
|  |                                               |
|  | Pongo tapanuliensis – Orang-outan de Tapanuli |
|  |                                               |

|  | Gorilla beringei – Gorille de l'Est  |
|  |                                      |
|  | Gorilla gorilla – Gorille de l'Ouest |
|  |                                      |

| Panina → Pan    | \| \| Pan paniscus – Chimpanzé pygmée ou Bonobo \| \| \| \| \| \| Pan troglodytes – Chimpanzé commun \| \| \| \| |
|                 | \| \| Pan paniscus – Chimpanzé pygmée ou Bonobo \| \| \| \| \| \| Pan troglodytes – Chimpanzé commun \| \| \| \| |
| Hominina → Homo | Homo sapiens – Homme moderne                                                                                     |
|                 | Homo sapiens – Homme moderne                                                                                     |
|                 | Pan paniscus – Chimpanzé pygmée ou Bonobo                                                                        |
|                 | |
|                 | Pan troglodytes – Chimpanzé commun                                                                               |
|                 | |

|  | Pan paniscus – Chimpanzé pygmée ou Bonobo |
|  |                                           |
|  | Pan troglodytes – Chimpanzé commun        |
|  |                                           |

|  | Gorilla beringei – Gorille de l'Est  |
|  |                                      |
|  | Gorilla gorilla – Gorille de l'Ouest |
|  |                                      |

| Panina → Pan    | \| \| Pan paniscus – Chimpanzé pygmée ou Bonobo \| \| \| \| \| \| Pan troglodytes – Chimpanzé commun \| \| \| \| |
|                 | \| \| Pan paniscus – Chimpanzé pygmée ou Bonobo \| \| \| \| \| \| Pan troglodytes – Chimpanzé commun \| \| \| \| |
| Hominina → Homo | Homo sapiens – Homme moderne                                                                                     |
|                 | Homo sapiens – Homme moderne                                                                                     |
|                 | Pan paniscus – Chimpanzé pygmée ou Bonobo                                                                        |
|                 | |
|                 | Pan troglodytes – Chimpanzé commun                                                                               |
|                 | |

|  | Pan paniscus – Chimpanzé pygmée ou Bonobo |
|  |                                           |
|  | Pan troglodytes – Chimpanzé commun        |
|  |                                           |

|  | Pongo abelii – Orang-outan de Sumatra                                                                                    |
|  | |
|  | \| \| Pongo pygmaeus – Orang-outan de Bornéo \| \| \| \| \| \| Pongo tapanuliensis – Orang-outan de Tapanuli \| \| \| \| |
|  | |
|  | Pongo pygmaeus – Orang-outan de Bornéo                                                                                   |
|  | |
|  | Pongo tapanuliensis – Orang-outan de Tapanuli                                                                            |
|  | |

|  | Pongo pygmaeus – Orang-outan de Bornéo        |
|  |                                               |
|  | Pongo tapanuliensis – Orang-outan de Tapanuli |
|  |                                               |

|  | Gorilla beringei – Gorille de l'Est  |
|  |                                      |
|  | Gorilla gorilla – Gorille de l'Ouest |
|  |                                      |

| Panina → Pan    | \| \| Pan paniscus – Chimpanzé pygmée ou Bonobo \| \| \| \| \| \| Pan troglodytes – Chimpanzé commun \| \| \| \| |
|                 | \| \| Pan paniscus – Chimpanzé pygmée ou Bonobo \| \| \| \| \| \| Pan troglodytes – Chimpanzé commun \| \| \| \| |
| Hominina → Homo | Homo sapiens – Homme moderne                                                                                     |
|                 | Homo sapiens – Homme moderne                                                                                     |
|                 | Pan paniscus – Chimpanzé pygmée ou Bonobo                                                                        |
|                 | |
|                 | Pan troglodytes – Chimpanzé commun                                                                               |
|                 | |

|  | Pan paniscus – Chimpanzé pygmée ou Bonobo |
|  |                                           |
|  | Pan troglodytes – Chimpanzé commun        |
|  |                                           |

|  | Gorilla beringei – Gorille de l'Est  |
|  |                                      |
|  | Gorilla gorilla – Gorille de l'Ouest |
|  |                                      |

| Panina → Pan    | \| \| Pan paniscus – Chimpanzé pygmée ou Bonobo \| \| \| \| \| \| Pan troglodytes – Chimpanzé commun \| \| \| \| |
|                 | \| \| Pan paniscus – Chimpanzé pygmée ou Bonobo \| \| \| \| \| \| Pan troglodytes – Chimpanzé commun \| \| \| \| |
| Hominina → Homo | Homo sapiens – Homme moderne                                                                                     |
|                 | Homo sapiens – Homme moderne                                                                                     |
|                 | Pan paniscus – Chimpanzé pygmée ou Bonobo                                                                        |
|                 | |
|                 | Pan troglodytes – Chimpanzé commun                                                                               |
|                 | |

|  | Pan paniscus – Chimpanzé pygmée ou Bonobo |
|  |                                           |
|  | Pan troglodytes – Chimpanzé commun        |
|  |                                           |

### Découverte de la population et définition de l'espèce
Une population d’orangs-outans dans la zone de Batang Toru est reportée dès 1939 par les colons néerlandais,, mais n'a été redécouverte que bien plus tard lors d'une expédition dans cette zone en 1997 par des chercheurs de l’université nationale australienne. Cette population n'est alors pas considérée comme une espèce à part entière, mais comme appartenant aux orangs-outans de Sumatra (Pongo abelii). À partir de 2007, plusieurs chercheurs commencent à étudier plus précisément cette population, d'abord en collectant des échantillons de poils dans des nids abandonnés afin d'analyser l'ADN mitochondrial, puis à partir de 2011, en collectant du sang d'individus secourus par des centres de soins pour analyser l'ADN autosomal. En parallèle, un autre chercheur mène une étude morphométrique sur de nombreux squelettes disponibles, mais ce n'est qu'en 2016 qu'il a l'occasion de les comparer au squelette d'un mâle de la population de Batang Toru, conservé par un centre de soins du programme de conservation des orangs-outans de Sumatra (SOCP) où il est mort trois ans plus tôt,.
L'ensemble des résultats de ces travaux de recherche est publiée en 2017 dans une vaste étude commune. Les travaux de génomique comparative, menés sur l'ensemble des populations d'orangs-outans, permet de comparer deux génomes d'individus de la population de Tapanuli avec 35 autres génomes d'individus issus de populations diverses à Bornéo et à Sumatra, à l'aide d'analyse en composantes principales et de modèles de génétique des populations. Les résultats de cette étude suggèrent que la population de Tapanuli peut être considérée comme une espèce distincte. Les travaux morphométriques, en comparant la morphologie du crâne du mâle mort en 2013 avec celles de 32 autres crânes de ces mêmes populations diverses, va également dans ce sens. L'examen du crâne et des dents a en effet révélé que leur morphologie diffère significativement de ceux des autres orangs-outans,. Enfin, des travaux de recherche en bioacoustique portant sur les vocalisations des mâles des différentes populations a également mis en évidence des différences significatives.
À partir de l'ensemble de ces résultats, les chercheurs ont proposé que cette population soit considérée comme une espèce distincte, sous le nom d'orang-outan de Tapanuli (Pongo tapanuliensis), en référence à la région vallonnée où elle réside. Ils insistent cependant sur le fait que les parties génomique et morphométrique de leur étude ne reposent que sur de très faibles échantillons, et que leurs conclusions pourraient être amenées à être revues dans le futur lorsque davantage de données seront disponibles.
L'holotype de cette espèce est le squelette complet de Raya, le mâle adulte mort en novembre 2013. Il est conservé au Muséum de zoologie de Bogor, dans la province de Java occidental, en Indonésie.
Il s'agit de la 3e espèce d'orang-outan identifiée, et de la 8e espèce de la famille des hominidés.

### Histoire évolutive
L'analyse des génomes d'individus des trois populations d'orang-outan et l'étude phylogénétique publiée en 2017 ont permis de proposer un scénario retraçant les grandes lignes de l'histoire évolutive des orangs-outans de Tapanuli.
Comme ses deux espèces cousines, cette espèce d'orang-outan serait issue d'une population s'étant déplacée de l'Asie continentale jusqu'au Sundaland, en arrivant dans cette zone géographique par ce qui est aujourd'hui le Sud du lac Toba. Cette population d'origine se serait ensuite progressivement séparée en deux entre - 3,4 et - 2,3 millions d'années, se répartissant au nord et au sud de la région de Toba. La population du sud se serait ensuite séparée en deux, avec le déplacement d'une partie vers Bornéo il y a environ 674 000 ans. Cette sous-population serait devenue plus tard l'espèce actuelle Pongo pygmaeus.
Des échanges de gènes auraient toutefois eu lieu tout au long de l'histoire de ces spéciations, le déplacement étant possible entre les différentes îles de cette région au sein du Sundaland pendant les glaciations quaternaires. Puis, il y a 73 000 ans, l'éruption volcanique du Toba, qui a détruit une grande partie de l'actuelle Indonésie, aurait entraîné un goulot d'étranglement génétique au sein des trois espèces, qui auraient alors cessé d'échanger des gènes entre elles et auraient continué d'évoluer indépendamment les unes des autres.
Les orangs-outans de Tapanuli seraient donc en fait phylogénétiquement plus proches des orangs-outans de Bornéo (Pongo pygmaeus) que des orangs-outans de Sumatra vivant au nord du lac Toba (Pongo abelii).

## Statut de conservation et menaces
Avec moins de 800 individus, l'orang-outan de Tapanuli est l'espèce la plus menacée des trois espèces d’orangs-outans existantes et la plus menacée des espèces d'hominidés. L'Union internationale pour la conservation de la nature (UICN) le classe « en danger critique d'extinction », à cause des différentes menaces auxquelles il fait face : destruction et fragmentation de son habitat au profit des activités humaines (agriculture extensive, industrie minière, routes et barrage hydroélectrique), mais aussi chasse, conflits avec les humains dans les zones de culture et trafic d'individus. Cette espèce d'orang-outan est incluse en 2018 dans la liste des 25 espèces de primates les plus menacées au monde.

### Extension de l'agriculture
L'extension de l'agriculture dans la province de Sumatra du Nord entraîne la destruction et la fragmentation de la forêt, habitat de cette espèce.
Environ 14 % de l'aire de répartition de l'espèce est une forêt pouvant légalement être convertie en terres agricoles, cette zone comprend environ un cinquième du bloc de l'est et le corridor du bloc de l'ouest.
Le reste, soit une large partie de cette aire de répartition, est catégorisée comme " forêt de protection " ou " forêt de conservation ", deux statuts qui interdisent théoriquement l'exploitation forestière et la conversion en terres agricoles, des pratiques qui sont tout de même observées dans les " forêts de protection " où le pouvoir d'application de la loi est trop faible. La " forêt de conservation " correspond quant à elle à trois réserves naturelles : Dolok Sipirok, dans le sud du bloc est, Dolok Sibual Buali reliée au bloc ouest, et Lubuk Raya, au sud. Cependant, les simulations menées concernant la viabilité des populations et les densités d'orangs-outans estimées suggèrent que ces deux dernières réserves n'abritent pas des populations viables si isolées.

### Constructions d'infrastructures
La construction d'infrastructures, notamment de production d'énergie et de transport, entraîne également la destruction et la fragmentation de l'habitat de ces primates.
Le projet de centrale hydroélectrique de Batang Toru fait partie de la politique de développement de grandes infrastructures voulues par le président Joko Widodo. D'une superficie de 650 hectares, ce projet de production d'énergie renouvelable est soutenu par la Chine, dans le cadre de son Initiative route et ceinture, qui en assure le financement et la conception via ses entreprises publiques Bank of China et Sinohydro,.
Son implantation est prévue dans la zone la plus densément peuplée de l'aire de répartition des orangs-outans de Tapanuli. Les inondations inhérentes à la formation du réservoir et les infrastructures associées qui seront construites pourraient ainsi affecter jusqu'à 8 % de son habitat et dégrader des corridors biologiques entre les trois parties de son aire de répartition,,. De plus, ces constructions auront pour conséquence d'accroître l'accès à la forêt, ce qui permettra aux populations humaines de s'installer et de déforester, entraînant une augmentation des conflits entre humains et orangs-outans. En mai 2018, 50 hectares avaient déjà été déforestés en préparation des travaux de construction. Le Forum indonésien pour l'environnement (WALHI), principale association écologiste indonésienne, intente un procès contre ce projet en août 2018, considérant que le permis octroyé par le gouvernement de la province de Sumatra du Nord n'a pas pris en considération son impact sur l'environnement et sur les communautés locales vivant en aval, ni le risque lié aux tremblements de terre. Malgré les accusations de falsification de signature de la part d'un des scientifiques ayant pris part à l'élaboration du dossier d'obtention du permis, la Justice a tranché en faveur du projet. Un militant du WALHI spécialisé en droit, Golfrid Siregar, meurt de manière suspecte début octobre 2019, amenant Amnesty et Human Rights Watch à interpeller les autorités indonésiennes pour investiguer cette mort.
Un rapport commandé par des organisations environnementales et réalisé par un bureau d'étude en environnement montre en février 2020 que les bénéfices allégués du projet en termes d'atténuation du changement climatique, d'augmentation des puissances de production d'électricité et de rééquilibrage de la balance des paiements liée à l'énergie, sont infondés ou surévalués,.
Le nord de leur aire de répartition sera aussi affecté par la construction d'un tronçon latéral de l'autouroute transsumatranaise, reliant la ville côtière de Sibolga à l'axe principal.

### Chasse
L'abattage d'individus est aussi une des menaces principales. Il peut survenir dans le cadre de la chasse alimentaire, qui a toujours lieu pour cette espèce dans cette zone, bien qu'elle soit opportuniste. Mais il survient surtout dans le cadre de conflits avec les humains dans les plantations où les orangs-outans viennent se nourrir. Dans la mesure où cette espèce a un rythme de reproduction lent, même un faible niveau de mortalité ( > 1 % par an) dû à l'abattage représente une grave menace pour la survie à long terme de cette petite population.

### Prévisions et recommandations
Les biologistes de la conservation prévoient un déclin de la population de 83 % en trois générations (75 ans) si les mesures de conservations adéquates ne sont pas mises en place. Compte tenu de la faible taille de la population et sa fragmentation, une dépression de consanguinité est probable. Cette hypothèse est renforcée par les deux génomes étudiés, qui montrent des signes d'endogamie.
Les scientifiques recommandent le classement de l'intégralité de l'aire de répartition de l'espèce en " forêt de protection " ou " de conservation " (15 % de cette aire n'est actuellement pas classée sous l'un de ces statuts) ; la restauration de zones séparant les trois fragments constituant cette aire afin de créer des corridors biologiques, notamment grâce à l'agroforesterie ; et enfin l'abandon du projet de barrage hydroélectrique. Ils préconisent également une plus stricte application de la loi à l'encontre de la chasse et de la déforestation illégale à petite échelle,.
Les pouvoirs publics indonésiens envisageraient plusieurs mesures de protection pour cette population, ils s'opposent cependant à abandonner ou à déplacer le projet de barrage hydroélectrique.